# Teleșeu
Teleșeu è un comune della Moldavia situato nel distretto di Orhei di 1.344 abitanti al censimento del 2004